# Lista de vencedores do Stonewall Book Award
Lista dos vencedores do Stonewall Book Award:
| Ano  | Categoria  | Autor                                       | Título |
| ---- | ---------- | ------------------------------------------- | --- |
| 1971 |            | Isabel Miller                               | Patience and Sarah |
| 1972 |            | Peter Fisher                                | The Gay Mystique: The Myth and Reality of Male Homosexuality                                                                                      |
| 1972 |            | Del Martin e Phyllis Lyon                   | Lesbian/Woman |
| 1973 |            | Não atribuído.                              | |
| 1974 |            | Jennette Foster                             | Sex Variant Women in Literature: A Historical and Quantitative Survey                                                                             |
| 1975 |            | Jonathan D. Katz, ed.                       | Homosexuality: Lesbians and Gay Men in Society, History, and Literature                                                                           |
| 1976 |            | Não atribuído.                              | |
| 1977 |            | Howard Brown                                | Familiar Faces, Hidden Lives: The Story of Homosexual Men in America Today                                                                        |
| 1978 |            | Ginny Vida, ed.                             | Our Right to Love: A Lesbian Resource Book |
| 1979 |            | Betty Fairchild e Nancy Hayward             | That You Know: What Every Parent Should Know About Homosexuality                                                                                  |
| 1980 |            | Winston Leyland, ed.                        | Now the Volcano: An Anthology of Latin American Gay Literature                                                                                    |
| 1981 |            | John Boswell                                | Christianity, Social Tolerance, and Homosexuality: Gay People in Western Europe from the Beginning of the Christian Era to the Fourteenth Century |
| 1982 |            | Lillian Faderman                            | Surpassing the Love of Men: Romantic Friendship and Love Between Women from the Renaissance to the Present                                        |
| 1982 |            | J.R. Roberts                                | Black Lesbians: An Annotated Bibliography |
| 1982 |            | Vito Russo                                  | The Celluloid Closet: Homosexuality in the Movies                                                                                                 |
| 1983 |            | Não atribuído.                              | |
| 1984 |            | John D'Emilio                               | Sexual Politics, Sexual Communities: The Making of a Homosexual Minority in the United States, 1940-1970                                          |
| 1985 |            | Judy Grahn                                  | Another Mother Tongue: Gay Words, Gay Worlds |
| 1986 |            | Cindy Patton                                | Sex and Germs: The Politics of AIDS |
| 1987 |            | Walter Williams                             | The Spirit and the Flesh: Sexual Diversity in American Indian Culture                                                                             |
| 1988 |            | Joan Nestle                                 | A Restricted Country |
| 1988 |            | Randy Shilts                                | And the Band Played On: Politics, People, and the AIDS Epidemic                                                                                   |
| 1989 |            | Alan Hollinghurst                           | The Swimming Pool Library |
| 1989 |            | Sarah Schulman                              | After Delores |
| 1990 | Não-ficção | Neil Miller                                 | In Search of Gay America: Women and Men in a Time of Change                                                                                       |
| 1990 | Literatura | David B. Feinberg                           | Eighty-Sixed |
| 1991 | Não-ficção | Wayne Dynes, ed.                            | Encyclopedia of Homosexuality |
| 1991 | Literatura | Minnie Bruce Pratt                          | Crime against Nature |
| 1992 | Não-ficção | Lillian Faderman                            | Odd Girls and Twilight Lovers: A History of Lesbian Life in Twentieth Century America                                                             |
| 1992 | Literatura | Paul Monett                                 | Halfway Home |
| 1993 | Não-ficção | Eric Marcus                                 | Making History: The Struggle for Gay and Lesbian Equal Rights, 1945-1990                                                                          |
| 1993 | Literatura | Essex Hemphill                              | Ceremonies: Prose and Poetry |
| 1994 | Não-ficção | Phyllis Burke                               | Family Values: Two Moms and Their Son |
| 1994 | Literatura | Leslie Feinberg                             | Stone Butch Blues |
| 1995 | Não-ficção | Dorothy Allison                             | Skin: Talking About Sex, Class & Literature |
| 1995 | Não-ficção | Philip Sherman e Samuel Bernstein           | Uncommon Heroes: A Celebration of Heroes and Role Models for Gay and Lesbian Americans                                                            |
| 1995 | Literatura | Marion Dane Bauer                           | Am I Blue?: Coming Out from the Silence |
| 1996 | Não-ficção | Urvashi Vaid                                | Virtual Equality: The Mainstreaming of Gay and Lesbian Liberation                                                                                 |
| 1996 | Literatura | Jim Grimsley                                | Dream Boy |
| 1997 | Não-ficção | Fenton Johnson                              | Geography of the Heart: A Memoir |
| 1997 | Literatura | Emma Donoghue                               | Hood (novel) |
| 1998 | Não-ficção | Adam Mastoon                                | The Shared Heart: Portraits and Stories Celebrating Lesbian, Gay, and Bisexual Young People                                                       |
| 1998 | Literatura | Lucy Jane Bledsoe                           | Working Parts: A Novel |
| 1999 | Não-ficção | Sarah Schulman                              | Stagestruck: Theater, AIDS, and the Marketing of Gay America                                                                                      |
| 1999 | Literatura | Michael Cunningham                          | The Hours |
| 2000 | Não-ficção | Barrie Jean Borich                          | My Lesbian Husband: Landscape of a Marriage |
| 2000 | Literatura | Marci Blackman                              | Po Man's Child: A Novel |
| 2001 | Não-ficção | William N. Eskridge                         | Gaylaw: Challenging the Apartheid of the Closet                                                                                                   |
| 2001 | Literatura | Sarah Waters                                | Affinity |
| 2002 | Não-ficção | Barry Werth                                 | The Scarlet Professor: Newton Arvin, a Literary Life Shattered by Scandal                                                                         |
| 2002 | Literatura | Moisés Kaufman and Tectonic Theatre Project | The Laramie Project |
| 2003 | Não-ficção | Joanne Meyerowitz                           | How Sex Changed: a History of Transsexuality in the United States                                                                                 |
| 2003 | Literatura | Noel Alumit                                 | Letters to Montgomery Clift : a Novel |
| 2004 | Não-ficção | John D'Emilio                               | Lost Prophet: The Life and Times of Bayard Rustin                                                                                                 |
| 2004 | Literatura | Monique Truong                              | The Book of Salt |
| 2005 | Não-ficção | Joan Roughgarden                            | Rainbow: Diversity, Gender, and Sexuality in Nature and in People                                                                                 |
| 2005 | Literatura | Colm Tóibín                                 | The Master: Novel |
| 2006 | Não-ficção | Joshua Gamson                               | The Fabulous Sylvester: the Legend, the Music, the 70s in San Francisco                                                                           |
| 2006 | Literatura | Abha Dawesar                                | Babyji |
| 2007 | Não-ficção | Alison Bechdel                              | Fun Home: A Family Tragicomic |
| 2007 | Literatura | Andrew Holleran                             | Grief: A Novel |